# Anthony Brown (sterrenkundige)
Anthony George Alexander Brown (12 mei 1969) is een Nederlandse sterrenkundige en universitair hoofddocent aan de Universiteit Leiden. Hij leidt het consortium dat de gegevens van de Europese Gaia-ruimtetelescoop geschikt maakt voor sterrenkundigen. Het wetenschappelijke tijdschrift Nature noemde hem in 2018 een van de tien mensen die er dat jaar toe deden.

## Opleiding en carrière
Anthony Brown groeide op in Aruba. Hij studeerde sterrenkunde aan de Universiteit Leiden en haalde cum laude zijn masterdiploma in 1991. Hij promoveerde, ook in Leiden, in 1996 bij Tim de Zeeuw op onderzoek naar hoofdreekssterren van het type O en B (proefschrift: Stellar content and evolution of OB associations). Na postdocposities aan de Universiteit Leiden, de Universidad Nacional Autonoma de Mexico (Mexico), en de Europese Zuidelijke Sterrenwacht (Duitsland), keerde hij terug naar de Universiteit Leiden. Hij was daar van 2001 tot 2006 onderzoeksmedewerker en maakte daarna deel uit van de vaste staf. In 2019 werd hij universitair hoofddocent in Leiden.
Browns betrokkenheid bij de Gaia-missie (gelanceerd in 2013) begon al in 1997 toen hij bijdroeg aan de wetenschappelijke onderbouwing van de missie. Sinds 2006 is Brown lid van het wetenschappelijke team van Gaia. In 2012 werd hij benoemd tot voorzitter van het Gaia Data Processing and Analysis Consortium (DPAC) dat de gegevens verwerkt en geschikt maakt voor publicatie in een database. Brown is bij de vrijgave van grote gegevensbestanden geregeld de zogeheten corresponding author, diegene aan wie de correspondentie gericht moet worden.

## Onderzoek
Brown onderzoekt de positie en beweging van sterren, sterclusters en supersnel bewegende sterren. Hij gebruikt daarvoor onder andere de gegevens van de Hipparcos-missie en de Gaia-missie. In 2020 publiceerde Brown met collega's van Gaia onder andere over de beweging van de Magelhaense wolken. In 2022 bracht Brown met collega's de Gaia-informatie naar buiten over honderdduizenden dubbelsterren, tienduizenden planetoïden en duizenden potentiële exoplaneten. In 2023 kwam de Gaia-groep onder Browns leiding met gegevens over onder andere een bolhoop met een half miljoen sterren, 400 mogelijke zwaartekrachtlenzen en meer dan 150.000 planetoïden met grote precisie in kaart. In 2024 was hij met de Gaia-samenwerking betrokken bij de ontdekking van het grootste stellaire zwarte gat van de Melkweg.

## Prijzen en onderscheidingen
- Spitzer lecture aan de Princeton-universiteit (2019) [18]
- Berkeley-prijs met Gaia (2023)[19][20]